# 3-オキソペンタン酸
3-オキソペンタン酸(3-Oxopentanoic acid)またはβ-ケトペンタン酸(beta-ketopentanoate)は、5炭素のケトン体である。肝臓において、奇数個炭素原子の脂肪酸から合成され、すぐに脳に到達する。
4炭素ケトン体とは異なり、3-オキソペンタン酸はアナプレロティック反応に関与でき、クエン酸回路の中間体を補充することができる。トリアシルグリセロールであるトリヘプタノインは、臨床的に3-オキソペンタン酸を作るために用いられる。